# همایون شاهرخی
همایون شاهرخی (زاده ‎۱۱ اسفند ۱۳۲۴) بازیکن سابق فوتبال باشگاه پاس تهران و مربی سابق تیم ملی فوتبال ایران، تیم ملی فوتبال عمان و باشگاههای مثل پاس تهران، فولاد خوزستان، پیکان تهران و نفت تهران است.

## دوران حرفه‌ای
شاهرخی فوتبال خود را از تیم دیهیم( تیم دوم تاج) آغاز کرد. سپس به تیم پاس پیوست و تا پایان دوران فوتبال خود در این تیم باقی ماند. 

## افتخارات

### به عنوان بازیکن

##### پاس
- جام باشگاه‌های تهران: ۴۵–۱۳۴۴
- جام حذفی تهران: ۱۳۴۷ * ۱۳۴۹
- قهرمانی کشور: ۱۳۴۶ * ۱۳۴۷
- لیگ ایران: ۱۳۵۵ * ۱۳۵۶

### به عنوان مربی

##### پاس
- جام فدراسیون ایران: ۱۳۵۷